# 11679 Брюсбейкер
11679 Брюсбейкер (11679 Brucebaker) — астероїд головного поясу, відкритий 25 лютого 1998 року.
Тіссеранів параметр щодо Юпітера — 3,700.